# Feivel der Mauswanderer & seine Freunde
Feivel der Mauswanderer & seine Freunde (engl. Fievel's American Tails) ist eine US-amerikanische Zeichentrickserie, die von 1992 produziert wurde. Sie basiert auf dem Zeichentrickfilm Feivel, der Mauswanderer sowie auf dessen Fortsetzung, Feivel, der Mauswanderer im Wilden Westen.

## Inhalt
Die Serie dreht sich um die Abenteuer des kleinen Mäuserichs Feivel Mousekewitz, die er zusammen mit seiner Familie und seinen Freunden erlebt. Im kleinen Städtchen Green River im Wilden Westen macht ihnen vor allem der böse Kater Cat R. Waul zu schaffen. Doch letztlich schafft es Feivel, sich aus jeder brenzligen Situation zu befreien.

## Figuren
- Feivel Mousekewitz (engl. Fievel) ist ein kleiner Mäuserich. Er trägt einen Cowboy-Hut (im Gegensatz zum ersten Film, wo er eine blaue Mütze trägt) und einen roten Pullover. Feivel ist immer bereit, neue Entdeckungen zu machen und Abenteuer zu erleben.
- Tiger ist ein Kater und Feivels bester Freund. Tiger ist Vegetarier und deshalb keine Gefahr für die Mäuse.
- Cat R. Waul ist ein Kater und der Hauptfeind der Mäuse.

## Produktion und Veröffentlichung
Die Serie wurde 1992 von den Universal Animation Studios unter der Regie von Lawrence Zelig Jacobs nach einem Entwurf von David Kirschner produziert. Die Musik komponierte Milan Kymlička. Die Serie wurde vom 3. September 1992 bis zum 5. Dezember 1992 durch CBS in den USA ausgestrahlt.
Ab dem 1. Januar 1994 wurde die Serie in Deutschland von Sat.1 ausgestrahlt. Auf Deutsch sind alle 13 Folgen auf insgesamt drei DVDs erhältlich. Feivel der Mauswanderer & seine Freunde wurde unter anderem auch ins Italienische übersetzt.

## Synchronisation
| Rolle            | englischer Sprecher | deutsche Sprecher |
| ---------------- | ------------------- | ----------------- |
| Feivel           | Phillip Glasser     | Timm Neu          |
| Tiger            | Dom DeLuise         | Tom Deininger     |
| Mama Mousekewitz | Susan Silo          | Bettina Schön     |
| Papa Mousekewitz | Lloyd Battista      | Jochen Schröder   |
| Tanya            | Cathy Cavadini      | Daniela Reidies   |
| T. R. Chula      | Dan Castellaneta    | Raimund Krone     |
| Cat R. Waul      | Gerrit Graham       | Michael Pan       |
| Yasha            | Susan Blu           | Daniela Reidies   |